# Вин Фук (провинция)
Вин Фук (на виетнамски: Vĩnh Phúc) (буквално Вечно щастие) е виетнамска провинция разположена в регион Донг Банг Сонг Хонг в северната част на страната. Населението е 1 079 500 жители (по приблизителна оценка за юли 2017 г.).

## Административно деление
Провинция Вин Фук се дели на един град (Вин Йен), едно градче (Фук Йен) и седем окръга:
- Бин Суйен
- Лап Тхат
- Ме Лин
- Там Дао
- Там Дуонг
- Вин Туонг
- Йен Лак